# Caribbean Dandee
Caribbean Dandee est un groupe de hip-hop français. Formé par JoeyStarr et Nathy Boss, le groupe publie un premier album homonyme en décembre 2015.

## Biographie
JoeyStarr revient après plus de quatre ans d'absence musicale et une carrière cinématographique dans des films comme notamment Polisse et Le Bal des actrices,. L'idée d'un projet de groupe entre les deux rappeurs germe en 2011, pendant l'enregistrement de l'album Egomaniac de JoeyStarr. Lors d'un entretien avec RFI, Nathy explique avoir rencontré JoeyStarr en 1995. JoeyStarr explique : « J’ai bossé avec sa mère auparavant, qui fait partie de ces gens qui ont amené le reggae en France, qui tenaient des échoppes vendant du vinyle (la mère de Nathy s’occupait du mythique magasin reggae Blue Moon). » « On est deux Négropolitains dont l’un a pratiquement le double de l’âge du premier. On est des Antillais nés en France. On a grandi en banlieue, dans le 93. On a une histoire commune. C’est ce qui fait la force du truc », explique Nathy.
Le groupe annonce sa formation en 2014 sur les réseaux sociaux. Il annonce en parallèle la publication d'un album homonyme basé sur l’autodérision et l’humour. Caribbean Dandee, leur premier album, est publié le 4 décembre 2015 au label Naïve Urban,. 
Début 2016, les Carribbean Dundee organisent, aux côtés de trois disc jockeys de la scène hip-hop et électro, DJ Cut Killer, DJ Pone et B.A.G.A.R.R.E., des soirées Caribbean Dandee Block Party. Ils sont ensuite annoncés pour un concert au Bikini de Ramonville le 23 mars 2016. En mars 2016, le groupe est annoncé le lundi 18 avril 2016 à l'Olympia, dans un concert retransmis en direct au cinéma.